# Ставрос (дем Александрия)
Вижте пояснителната страница за други значения на Ставрос.
Ставрос (на гръцки: Σταυρός) е село в Република Гърция, дем Александрия, област Централна Македония.

## География
Селото е разположено на надморска височина от 10 m в областта Урумлък (Румлуки), на 14 km югозападно от Александрия (Гида) и на 11 km североизточно от Бер (Верия).

## История

### В Османската империя
В XIX век Ставрос е чифлигарско село в Османската империя. Александър Синве („Les Grecs de l’Empire Ottoman. Etude Statistique et Ethnographique“) в 1878 година пише, че в Ставрос (Stavros), Камбанийска епархия, живеят 132 гърци. Според Васил Кънчов („Македония. Етнография и статистика“) в 1900 година Ставрос е село в Берска каза и в него живеят 120 гърци християни.
По данни на секретаря на Българската екзархия Димитър Мишев („La Macédoine et sa Population Chrétienne“) в 1905 година в Ставрос (Stavros) живеят 45 гърци.

### В Гърция
През Балканската война в 1912 година в селото влизат гръцки части и след Междусъюзническата в 1913 година Ставрос остава в Гърция.
В „Етнография на Македония“, издадена в 1924 година, Густав Вайганд описва Ставрос като гръцко село на българо-гръцката езикова граница:
| „ | Започвайки от североизток, за граница служи Вардар от неговото устие до вливането на Караасмак, след това новопостроеният, а не старият селски път почни наблизо до Верея (Бер) до селата Микрош и Туркохори, едното има смесено население от българи и гърци, след това, следвайки железопътната линия, стига до Няуста (Негуш), която въпреки че е български град, е на път да бъде гърцизирана, защото голяма част от жителите му говорят в семейството си гръцки. Селата Тарман и Ая Марина са български. Гръцките гранични села следователно са Плати, Палйохори, чиито жители са дошли от Кулакия, Гида, Ресна, Пископи (също известен брой български семейства), Кавашла, Ставрос, Микрос или Микровутци, Туркохори (българи и гърци), Яворница, Рупен, Няуста. | “ |

След Първата световна война в 1922 година в селото са заселени гърци бежанци. В 1928 година Ставрос е смесено местно-бежанско селище с 27 бежански семейства и 130 жители бежанци.
Жителите на селото се увеличават след пресувашаването на Ениджевардарското езеро в 30-те години и извършените в района мелиоративни дейности. Селото е много богато, като произвежда памук и захарно цвекло.
| Име   | Име   | Ново име   | Ново име   | Описание                  |
| ----- | ----- | ---------- | ---------- | ------------------------- |
| Зигра | Ζύγρα | Палиоватос | Παλιόβατος | местност на ЮЗ от Ставрос |

| Година    | 1913 | 1920 | 1928 | 1940 | 1951 | 1961 | 1971 | 1981 | 1991 | 2001 | 2011 | 2021 |
| --------- | ---- | ---- | ---- | ---- | ---- | ---- | ---- | ---- | ---- | ---- | ---- | ---- |
| Население | 154  | 188  | 277  | 746  | 878  | 1114 | 1230 | 1339 | 1529 | 1498 | 1229 | 1064 |